# Saga (U-Boot)
HMS Saga (Kennung: P257) war ein U-Boot der britischen Royal Navy. Die Saga war ein Boot des vierten Bauloses der erfolgreichen S-Klasse; dieses Baulos wird auch als Subtle-Klasse bezeichnet. Das Boot wurde am 5. April 1944 bei Cammell Laird im nordwestenglischen Birkenhead auf Kiel gelegt, lief am 14. März 1945 vom Stapel und wurde von der Royal Navy am 14. Juni 1945 in Dienst gestellt.
Das Boot kollidierte am 2. Oktober 1946 im Ärmelkanal mit dem Trawler Girl Lena, der infolge des Unfalls sank.
Die portugiesische Marine übernahm die Saga am 11. Oktober 1948 und benannte sie in Náutilo um. Die Náutilo wurde 1969 in die Reserve versetzt.